# ポール・ピンダー (外交官)

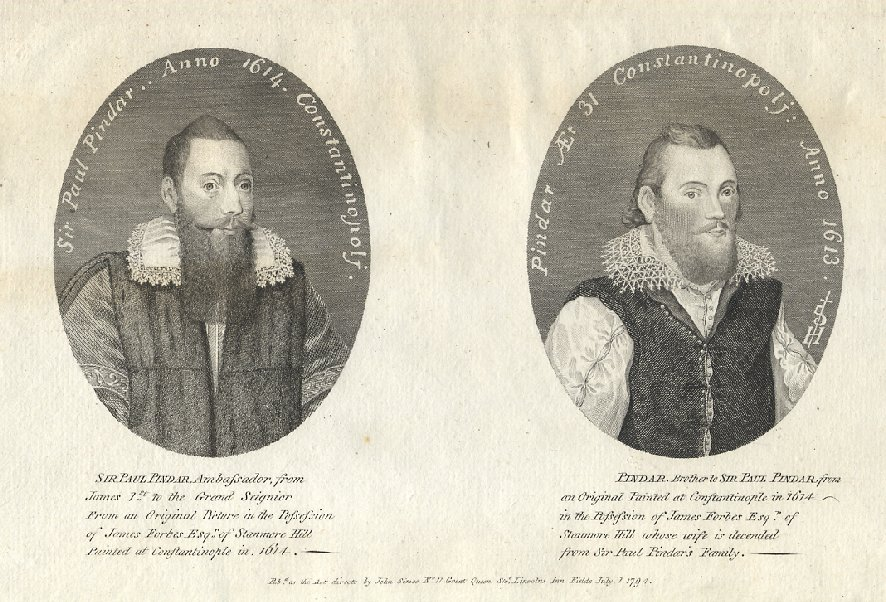
ポール・ピンダー（左）とラルフ・ピンダー（右）

ポール・ピンダー（Paul Pinder、1565年 – 1650年）は、イングランドの商人であり、1611年から1620年まで、イギリス国王ジェームズ1世のもとで在オスマン帝国イギリス大使（在任：1611年 – 1620年）であった人物。

## 生涯
ウェリンバラ（Wellingborough）で生まれ、ウェリンバラ・スクール（Wellingborough School）で教育を受けたピンダーは、ロンドンのイタリア人商人の見習いとして貿易の道へ進むこととなった。
その後、1611年9月27日にオスマン帝国へのカンパニーアーティクル（Company Article）を受け取ったことで、関わりを持つようになり、首都コンスタンティノープルにいた英国大使トーマス・グロヴァー（Sir Thomas Glover）の秘書として、1611年12月同市に到着し、最終的には自身が大使になった。ピンダーは、有名なオルガンの贈り物が前々代の在オスマン帝国イギリス大使であったヘンリー・レロによって王室に贈られたときにも立ち会っていたことが分かっている。

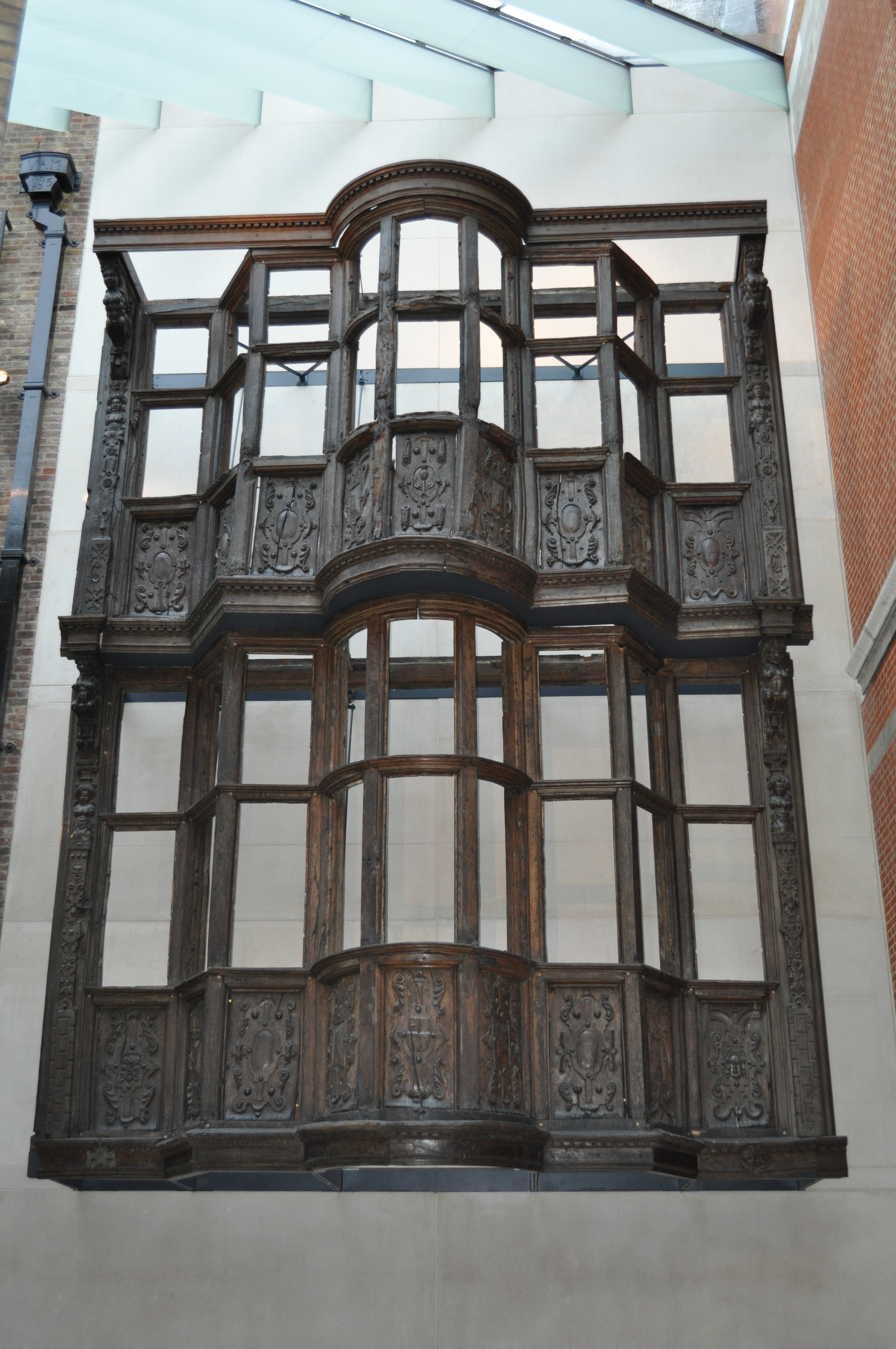
ビショップゲートにあるポール・ピンダーの家の間口は、ビクトリアアンドアルバート博物館に保存されている。

ピンダーは当時オスマン帝国のスルタンであったメフメト3世の母親で大きな権力を握っていたサフィエ・スルタンのお気に入りでもあった。
大使として、ピンダーは「自ら「世話と費用」をかけて若い男性を教育する寛大さで有名だった」 といわれている。1618年1月25日に呼び戻されたが尚もとどまり、1620年5月まで大使としての職務にあたった。帰国後の1623年、ジェームズ1世によって騎士に叙されている。
1642年にロンドンで発行されたパンフレットには、ピンダーが死刑判決を受けた「ランニングジャック（Running Jack）」という重罪犯の命を救ったと書かれている。この後には以下のように書かれている。「dy」は「die」、「hee」は「he」、「hath」は「has」である。
The prisoner "was found to have bin such a notorious Malefactor, that the Bench did condemn him to dy: but hee hath since obtained a Reprieve by the means of Sir Paul Pindar".
下記はその和訳。
囚人は「悪名高い犯罪者であることがわかると、裁判（the Bench）で彼は死刑に処されたが、しかし、それ以来、ポール・ピンダー卿によって救済を得た」。
なおこのパンフレットには、「ランニングジャック」の犯罪や、ポール卿がこの事件に関心を持った理由について詳しく記していない。 
またイングランド内戦が起こっていた1644年には、ピンダーがジェーン・ホーウッド（Jane Whorwood）経由でヘンリエッタ・マリア・オブ・フランスとプリンス・オブ・ウェールズをフランスに移送するための金1,705ポンド（775kg）を提供したことが分かっている。 1650年没。

## 死後
18世紀、ビショップス・ゲイトにあったポール・ピンダーの家は「ポールピンダロス卿の頭（Sir Paul Pindar's Head）」と呼ばれる居酒屋になり 、1890年にリバプール・ストリート駅拡張工事のために取り壊された。そのファサードは保存されており、現在はビクトリアアンドアルバート博物館で見ることができる。 ビショップス・ゲイトの聖ボトルフ教会（St Botolph-without-Bishopsgate）には、ピンダーの記念花瓶がある。